# Elecciones generales del Reino Unido de 2015
Las elecciones generales del Reino Unido de Gran Bretaña e Irlanda del Norte se celebraron el jueves 7 de mayo de 2015 con el objetivo de elegir a los 650 miembros de la Cámara de los Comunes del Reino Unido, la cámara baja del Parlamento del Reino Unido. El mismo día tuvieron lugar también elecciones locales en Inglaterra, a excepción de la región del Gran Londres. El 8 de mayo David Cameron fue capaz de formar un gobierno con una estrecha mayoría absoluta de Conservadores. En Escocia el Partido Nacional Escocés ganó 56 de los 59 escaños, una transformación dado que en 2010 solo ganó 6 escaños.

## Antecedentes
Un acto del Parlamento, Los Términos Fijados de 2011, ordenó el 30 de marzo de 2015 la disolución del Parlamento número 55 y fijó las próximas elecciones para jueves el 7 de mayo de 2015.

## Miembros que no se presentan a la reelección
90 miembros del Parlamento no se presentaron a la reelección —comparado con 148 en 2010—. Los más destacados fueron Gordon Brown, anterior primer ministro, y William Hague y Jack Straw, anteriores cancilleres; otros notables son David Blunkett, Malcolm Rifkind, Alistair Darling y Menzies Campbell.

## Encuestas de opinión

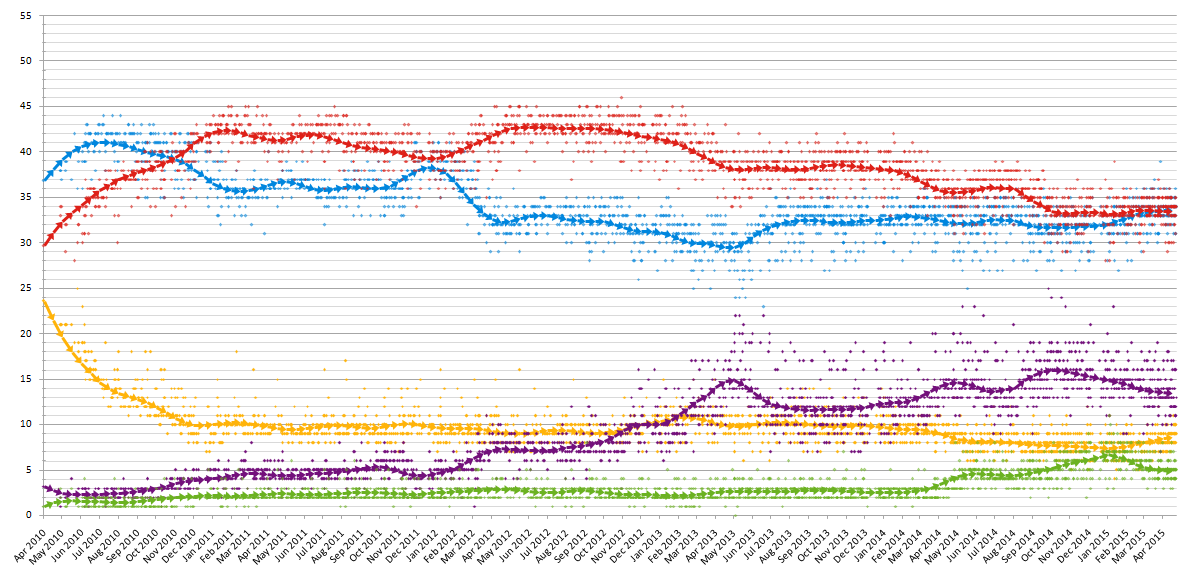
Promedio de los resultados de las Encuestas electorales entre 2010 y 2015

Sin excepción el primer lugar en las encuestas había caído o en los conservadores o en los laboristas. Sin embargo las encuestas indicaban que ninguno de los 2 partidos dominantes ganaría una mayoría absoluta (que es de 326 miembros). El gobierno de turno era una coalición entre los conservadores y los liberal demócratas y había mucha especulación sobre posibles coaliciones post-electorales. Al fin se considera que las encuestas subestimaban el voto conservador y sobreestimaban el voto laborista, incluyendo en Escocia donde los laboristas perdieron más miembros que los conservadores.

## Resultados
| 339           | 232        | 56  | 8 | 8 | 15 |
| Conservadores | Laboristas | SNP | ' |   |    |

| Partido       | Partido                                     | Líder del partido               | Votos      | Votos | Votos  | Escaños | Escaños | Escaños | Escaños |  |
| Partido       | Partido                                     | Líder del partido               |            | %     | +/− %  |         | +/−     | %       | +/− %   |  |
| ------------- | ------------------------------------------- | ------------------------------- | ---------- | ----- | ------ | ------- | ------- | ------- | ------- |  |
|               | Partido Conservador                         | David Cameron                   | 11 334 576 | 36,9% | +0,8%  | 331     | +24     | 50,8%   | +3,5%   |  |
|               | Partido Laborista                           | Ed Miliband                     | 9 347 304  | 30,4% | +1.5%  | 232     | -26     | 35,7%   | -4%     |  |
|               | Partido Nacional Escocés                    | Nicola Sturgeon                 | 1 454 436  | 4,7%  | +3.1%  | 56      | +50     | 8,6%    | +7.7%   |  |
|               | Liberal Demócratas                          | Nick Clegg                      | 2 415 862  | 7,9%  | -15,2% | 8       | -49     | 1,2%    | -7,4%   |  |
|               | Partido Unionista Democrático               | Peter Robinson                  | 184 260    | 0,6%  | =      | 8       | =       | 1,2%    | =       |  |
|               | Sinn Féin                                   | Gerry Adams                     | 176 232    | 0,6%  | =      | 4       | -1      | 0,6%    | -0,2%   |  |
|               | Plaid Cymru                                 | Leanne Wood                     | 181 704    | 0,6%  | =      | 3       | =       | 0,5%    | =       |  |
|               | Partido Socialdemócrata y Laborista         | Alasdair McDonnell              | 99 809     | 0,3%  | =      | 3       | =       | 0,5%    | =       |  |
|               | Partido Unionista del Ulster                | Mike Nesbitt                    | 114 935    | 0,4%  | =      | 2       | +2      | 0,3%    | +0,3%   |  |
|               | Partido de la Independencia del Reino Unido | Nigel Farage                    | 3 881 099  | 12,6% | +9,5%  | 1       | +1      | 0,2%    | +0,2%   |  |
|               | Partido Verde de Inglaterra y Gales         | Natalie Bennett                 | 1 157 613  | 3,8%  | +2,8%  | 1       | =       | 0,2%    | =       |  |
|               | Otros partidos e independientes             | Otros partidos e independientes | 350 005    | 1%    | =      | 1       | =       | 0,2%    | -0,2%   |  |
| Votantes      | Votantes                                    | Votantes                        | 30.697.835 |       |        |         |         |         |         |  |
| Participación | Participación                               | Participación                   | 66.1%      |       |        |         |         |         |         |  |
| Fuente: BBC   |                                             |                                 |            |       |        |         |         |         |         |  |

### Boundary Commissions
- Boundary Commission for England (en inglés)
- Boundary Commission for Northern Ireland (en inglés)
- Boundary Commission for Scotland (en inglés)
- Boundary Commission for Wales (en inglés)

- Datos: Q3586935
- Multimedia: 2015 United Kingdom general election / Q3586935